# Czyżew
Pour les articles homonymes, voir Czyżew (homonymie).
Czyżew est une ville de Pologne, située dans l'est du pays, dans la voïvodie de Podlachie. Elle est le siège de la gmina de Czyżew, dans le powiat de Wysokie Mazowieckie. Elle a obtenu le statut de ville le 1er janvier 2011.